# 陳其昌 (同治進士)
陈其昌（？—1908年），字仲虞，福建閩縣人，清朝地方官员。
同治十三年（1874年），登進士，授浙江安吉縣知縣，后調任太平縣知縣、秀水縣知縣，為官廉正有循名望。